# فرانك هوج
فرانك هوج (بالدنماركية: Frank Høj)‏ مواليد 4 يناير 1973، هو دراج دانمركي سابق في صنف سباق الدراجات على الطريق. سبق أن شارك في دورة الألعاب الأولمبية الصيفية.

## روابط خارجية
- فرانك هوج على موقع الاتحاد الدولي للدراجات (الإنجليزية)
- فرانك هوج على موقع أرشيف الدراجات (الإنجليزية)
- فرانك هوج على موقع إحصائيات الدراجات الإحترافية (الإنجليزية)
- فرانك هوج على موقع نسبة الدراجات (الإنجليزية)
- فرانك هوج على موقع CycleBase (الإنجليزية)
- فرانك هوج على موقع أوليمبيديا (الإنجليزية)
- Trap Friis profile